# Ярослав Навратіл (тенісист)
Ярослав Навратіл (чеськ. Jaroslav Navrátil; нар. 24 липня 1957) — колишній чеський тенісист.
Найвищу одиночну позицію світового рейтингу — 64 місце досяг 17 серпня 1987, парну — 31 місце — 28 грудня 1987 року.
Здобув 2 парні титули.
Найвищим досягненням на турнірах Великого шолома були чвертьфінали в парному розряді.

## Фінали за кар'єру

### Парний розряд (2–4)
| Результат | W/L | Дата | Турнір                | Покриття | Партнер          | Суперники                   | Рахунок       |
| --------- | --- | ---- | --------------------- | -------- | ---------------- | --------------------------- | ------------- |
| Поразка   | 0–1 | 1985 | Нансі, Франція        | Тверде   | Юнас Свенссон    | Марсел Фріман Родні Гармон  | 4–6, 6–7      |
| Поразка   | 0–2 | 1987 | Афіни, Греція         | Ґрунт    | Том Найссен      | Торе Мейнеке Ріккі Остертун | 2–6, 6–3, 2–6 |
| Поразка   | 0–3 | 1987 | Прага, Чехословаччина | Ґрунт    | Станіслав Бірнер | Мілослав Мечирж Томаш Шмід  | 3–6, 7–6, 3–6 |
| Поразка   | 0–4 | 1987 | Базель, Швейцарія     | Тверде   | Станіслав Бірнер | Андерс Яррід Томаш Шмід     | 4–6, 3–6      |
| Перемога  | 1–4 | 1988 | Мец, Франція          | Килим    | Том Найссен      | Рілл Бакстер Ндука Одізор   | 6–2, 6–7, 7–6 |
| Перемога  | 2–4 | 1988 | Прага, Чехословаччина | Ґрунт    | Петр Корда       | Томас Мустер Горст Скофф    | 7–5, 7–6      |